# Distrito de Anabar
Anabar es un distrito de Nauru, ubicado al noreste de la isla. Tiene una superficie de 1,5 km², una población de 855 habitantes y una densidad de 570 hab./km².

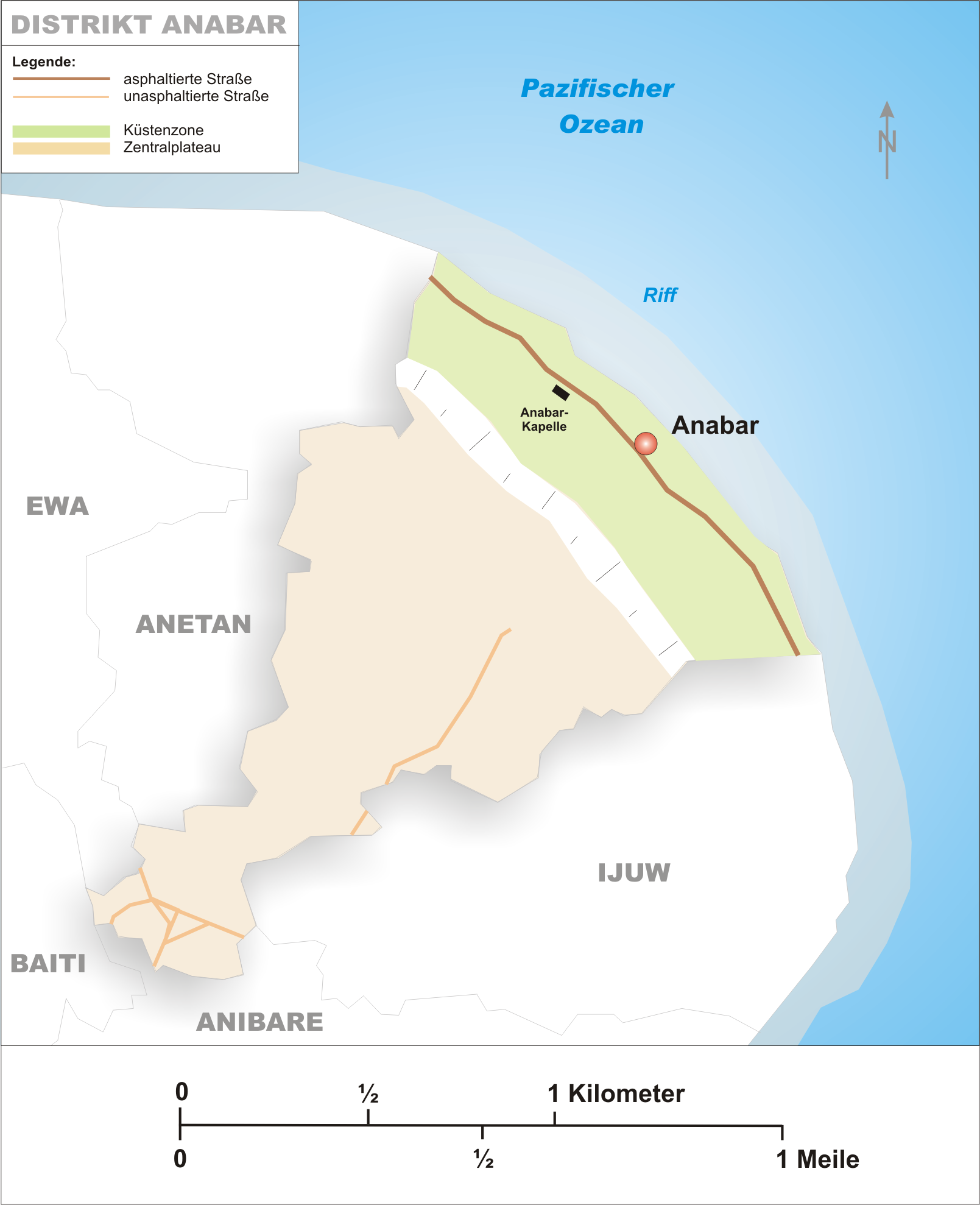
Mapa del distrito de Anabar.

Anabar se encuentra en el nordeste de la isla de Nauru. Está al borde del océano Pacífico y tiene frontera terrestre con los municipios de Anetan, Ewa, Baiti, Anibare y Ijuw.
La altitud media de la ciudad es de 25 metros (mínimo : 0 metros, máximo: 40 metros) y la superficie es de 1,5 km².